# امیر صنعتی مهربانی
امیر صنعتی مهربانی (زاده ۱۳۴۲ تهران) نماینده اصولگرای سرآب در مجلس هفتم و عضو کمیسیون اقتصادی مجلس بود.